# クレア・ブルーム
クレア・ブルーム（Claire Bloom CBE、本名：Patricia Claire Blume、1931年2月15日 - ）は、イングランドの女優。ミドルセックス（現在のノース・ロンドン郊外）・フィンチリー出身。欲望という名の電車、人形の家や夜への長い旅路などの演劇で主役を演じたことで知られており、60本近くの映画に出演している。ハリウッドの黄金時代から活躍を続ける最後のスターの1人。
幼少期をイングランドで過ごし（第二次世界大戦中はアメリカで2年半過ごした）、ブルームはロンドンで演劇を学んだ。16歳のときにロンドンの舞台でデビューし、さまざまなシェイクスピア劇に出演した。その中には、リチャード・バートンと共演しオフィーリアを演じたハムレットがある。ロミオとジュリエットで彼女が演じたジュリエットについて、批評家のケネス・タイナンは、「私が今まで見た中で最高のジュリエット」であると述べた。
1952年、ブルームはハリウッド映画スターのチャーリー・チャップリンに見出され、『ライムライト』で彼と共演した。映画のキャリアの中で、彼女はリチャード・バートン、ローレンス・オリヴィエ、ジョン・ギールグッド、ポール・スコフィールド、ラルフ・リチャードソン、ユル・ブリンナー、ジョージ・C・スコット、ジェームズ・メイソン、ポール・ニューマン、クリフ・ロバートソン、アンソニー・ホプキンス、ロッド・スタイガーなど、数多くの主要な俳優と共演してきた。
ブルームは2010年、イギリス映画『英国王のスピーチ』でメアリー女王役を演じた。2013年の女王誕生日叙勲でドラマへの貢献により、大英帝国勲章司令官章 (CBE) が授与された。

## 来歴
父方からロシア系ユダヤ人、母方からポーランド系ユダヤ人の血を引く。
幼い頃からバレエをはじめ、バレリーナとして舞台に立っていたところをチャールズ・チャップリンに見出されて『ライムライト』（1952年）のヒロインに抜擢された。
1970年代以降はテレビ出演が主である。
2010年の『英国王のスピーチ』に、主人公のジョージ6世の母であるメアリー王太后役で出演しており、健在ぶりを示している。
2011年1月13日、『英国王のスピーチ』で共演したコリン・ファースのハリウッド・ウォーク・オブ・フェーム入りの記念式典にトム・フーパー監督、ガイ・ピアースらと共に出席した。

## その他
3度の結婚歴があり、俳優のロッド・スタイガーとの娘はオペラ歌手になった。3番目の結婚相手は小説家のフィリップ・ロスだったが、彼とも離婚した。彼女は回顧録『人形の家を後にして』の中で、ロスとの離婚は彼の性的な節操のなさが原因だったと告白している。

## 主な出演作品

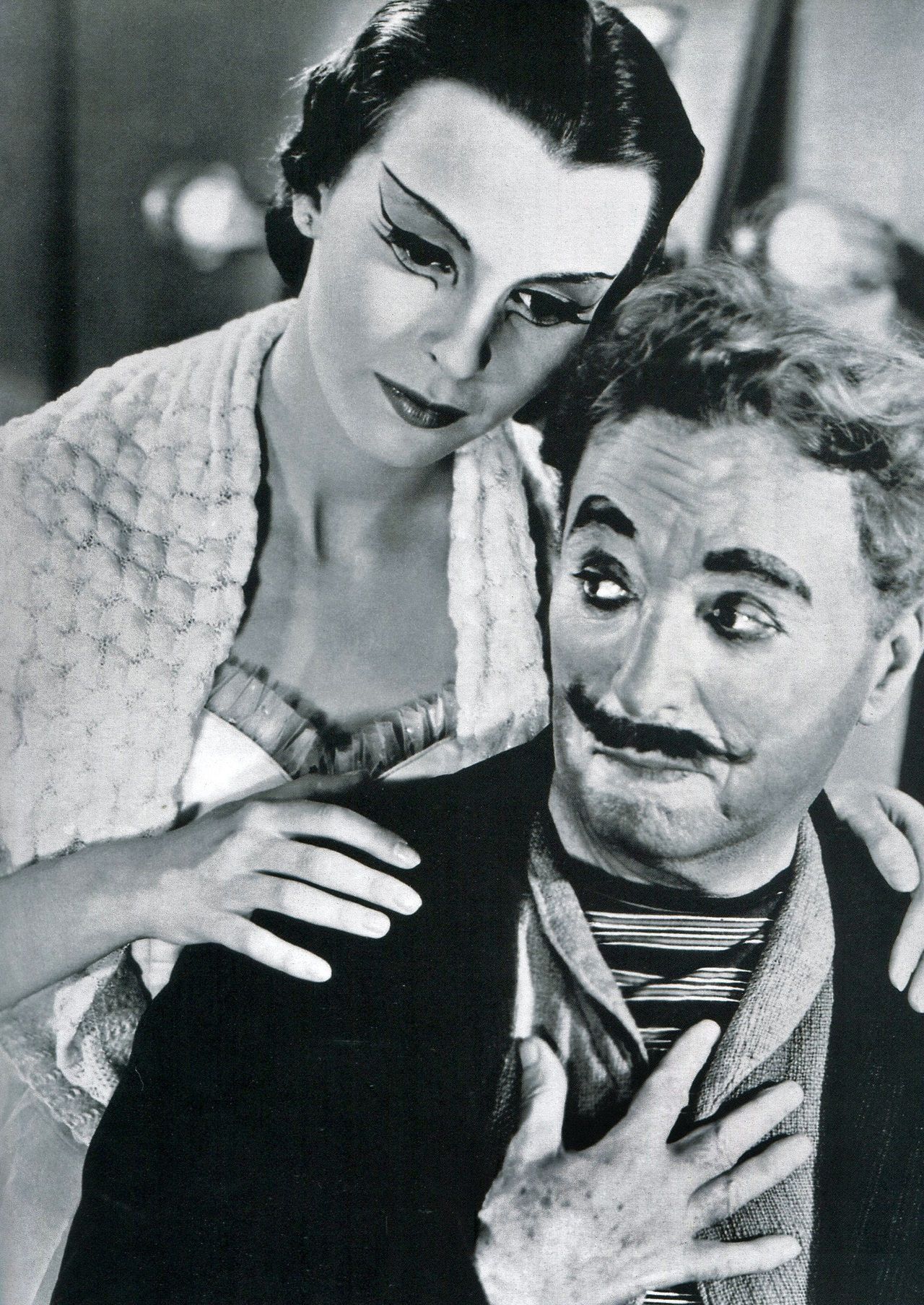
『ライムライト』（1952年）

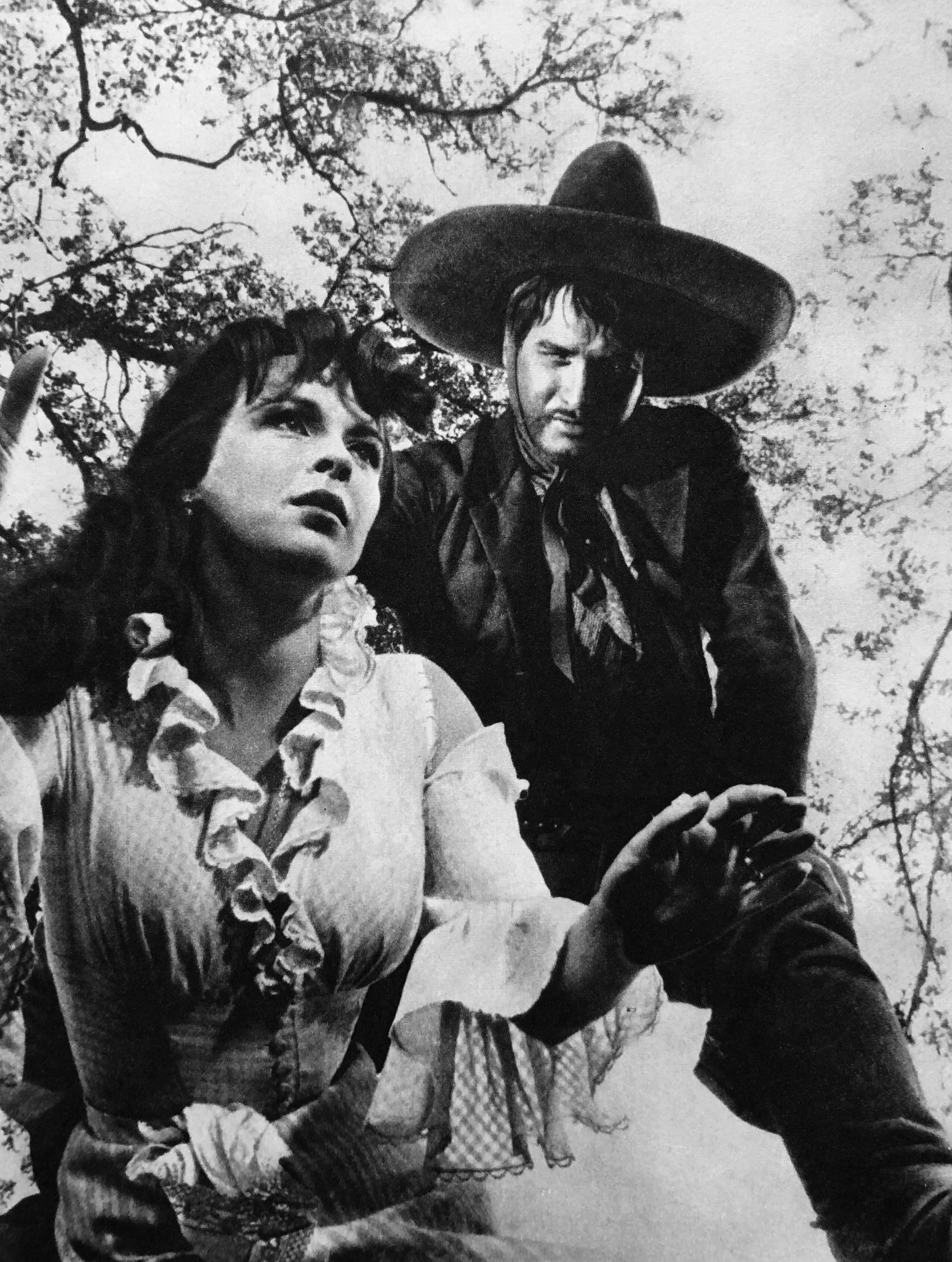
『暴行』（1964年）

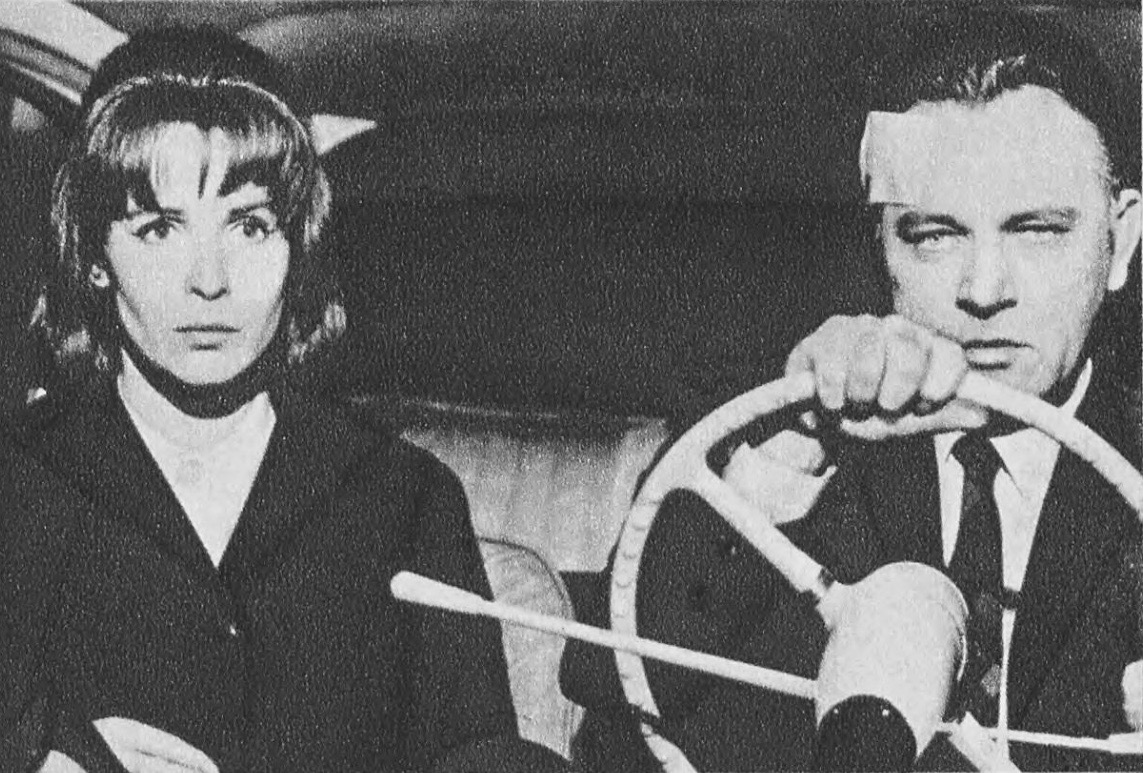
『寒い国から帰ったスパイ』（1965年）

- ライムライト Limelight （1952年）
- 二つの世界の男 The Man Between （1953年）
- 浮気は巴里で（英語版） Innocents in Paris （1953年）
- リチャード三世 Richard III （1955年）
- アレキサンダー大王 Alexander the Great （1956年）
- おとぎの国 Shirley Temple's Storybook （1956年）
- カラマゾフの兄弟 The Brothers Karamazov （1958年）
- 大海賊 The Buccaneer （1958年）
- 怒りを込めて振り返れ（英語版） Look Back in Anger （1958年）
- プレイハウス90 Playhouse 90 （1959年）
- チェックメイト Checkmate （1961年）
- 不思議な世界の物語 The Wonderful World of the Brothers Grimm （1962年）
- チャップマン報告（レポート） The Chapman Report （1962年）
- たたり The Haunting （1963年）
- 暴行 The Outrage （1964年）
- 寒い国から帰ったスパイ The Spy Who Came In from the Cold （1965年）
- まごころを君に Charly （1968年）
- いれずみの男 The Illustrated Man （1969年）
- 濡れてる牝猫 Three Into Two Won't Go （1969年）
- 朝やけの空 Red Sky at Morning （1971年）
- 海流のなかの島々 Islands in the Stream （1977年）
- ヘンリー8世 The Famous History of the Life of King Henry the Eight （1979年）
- ハムレット Hamlet, Prince of Denmark （1979年）
- ホワイト・ハウス Backstairs at the White House （1979年）
- タイタンの戦い Clash of the Titans （1981年）
- ブライズヘッドふたたび Brideshead Revisited （1981年）
- アナスタシア/光・ゆらめいて Anastasia: The Mystery of Anna （1986年）
- ヒュー・グラントの浪漫騎士 The Lady and the Highwayman （1988年）
- ウディ・アレンの重罪と軽罪 Crimes and Misdemeanors （1989年）
- ミス・マープル／鏡は横にひび割れて The Mirror Crack'd （1992年）
- 誘惑のアフロディーテ Mighty Aphrodite （1995年）
- デイライト Daylight （1996年）
- ジャスティス　闇の迷宮 Imagining Argentina （2003年）
- LAW & ORDER:犯罪心理捜査班 Law & Order: Criminal Intent （2004年）
- アガサ・クリスティー ミス・マープル2 親指のうずき Marple: By the Pricking of My Thumbs （2006年）
- ニュー・トリックス〜退職デカの事件簿〜 New Tricks （2008年）
- ドクター・フー Doctor Who （2009年、2010年）
- 英国王のスピーチ The King's Speech （2010年）